# Hagagölen (Öreryds socken, Småland)
Hagagölen är en sjö i Gislaveds kommun i Småland och ingår i Nissans huvudavrinningsområde.